# 唐棹

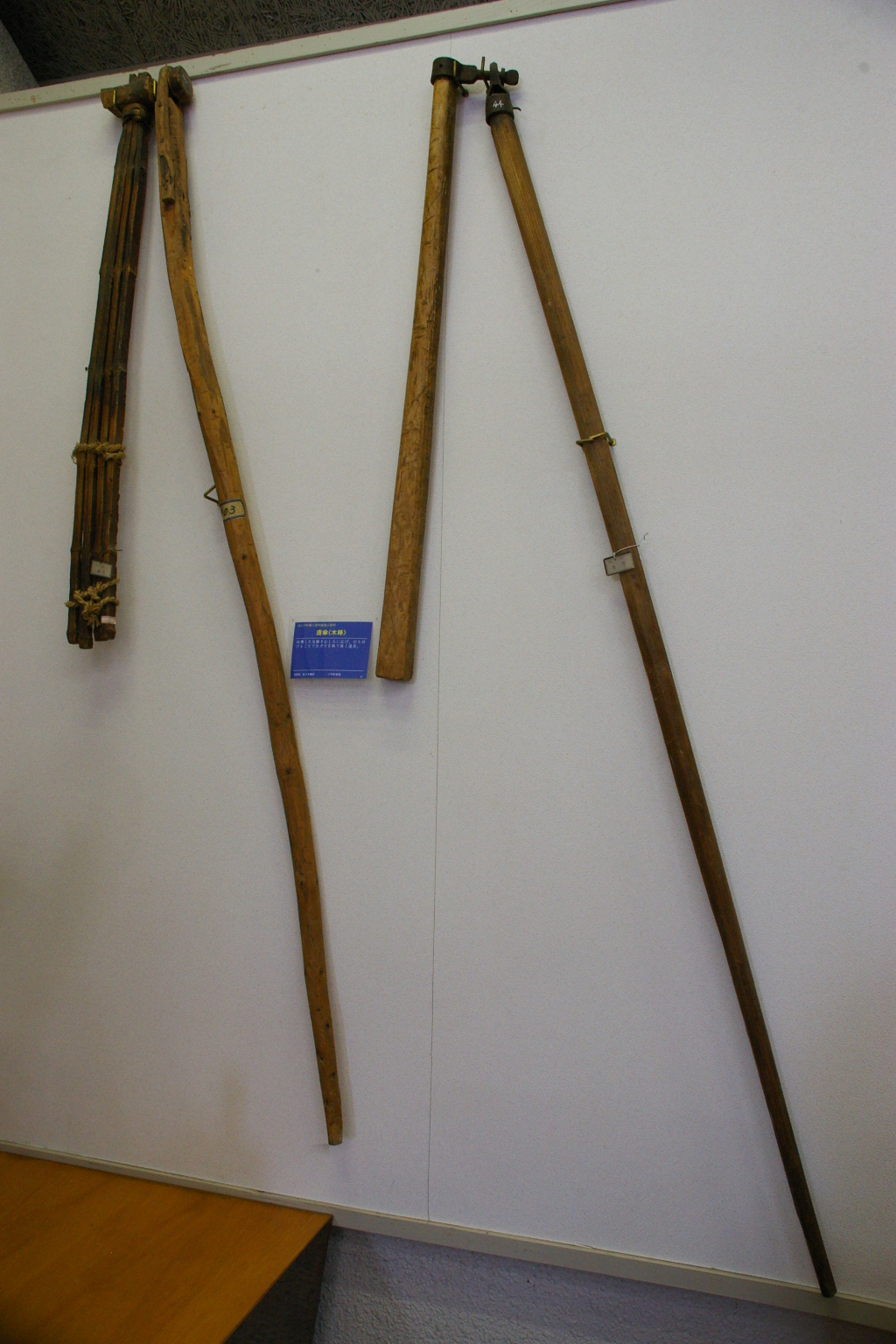
唐棹

唐棹（からざお/ からさお：殻竿とも）は日本の農具の一種で、麦や大豆など、穀物の脱穀作業に使用する道具。唐竿、連枷、くるりなどとも呼称する。長い竹竿の先端に、回転する短い棒を取り付けた形状をしている。この竿を持ち、むしろの上に広げられた穀物を、短い棒を回転させながらたたき、脱穀する。このような脱穀方法を、千歯扱きなどの「梳き」に対して「打穀」と呼ぶ。
この唐棹による脱穀は、稲や麦だけでなく他の作物にも幅広く応用できたので、世界各国に数多く似たようなものがある。
西洋では唐棹状の農具を元にしたフレイルと言う打撃武器が開発され、甲冑を身に纏い、剣では有効な打撃を与えることが難しい重装騎兵に対する対抗手段として大いに普及した。沖縄のヌンチャクも、唐棹をもとに考案されたと言われている。日本ではお殻打ち棒といわれ、竿と短い棒を連結していた金具は鉄鎖、短い棒は鉄造りとなった。

## 図像学

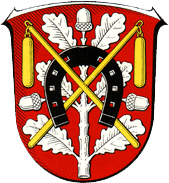
ドイツ、メルフェルデン＝ヴァルドルフの紋章。オークと唐棹と馬蹄

古代エジプトではしばしばファラオが唐棹と牧杖を手にした姿で表される（en:Crook and flail参照）。
西洋の紋章では、農業を象徴するために、しばしば唐棹があしらわれる。